# Literatura árabe
Literatura árabe (em árabe: الأدب العربي; romaniz.: Al-Adab Al-Arabi) é toda a obra escrita produzida, tanto em prosa quanto poesia, pelos falantes - não necessariamente nativos - do idioma árabe. Normalmente não inclui obras escritas no alfabeto árabe porém em outros idiomas, como o persa e o urdu. O árabe utilizado para a literatura é chamado de adabe, termo derivado de uma palavra que pode ser traduzida como "convidar alguém para uma refeição", e implica polidez, cultura e enriquecimento.
A literatura árabe surgiu no século VI, apenas com fragmentos do idioma escrito aparecendo até então. Foi o Corão, no século VII, que teve um efeito mais duradouro na cultura árabe e sua literatura; a literatura árabe floresceu durante a Era de Ouro do Islamismo, e continua até os dias de hoje.

## Literatura pré-islâmica
O período anterior à escrita do Corão e ao auge do Islão é conhecido entre os muçulmanos como Jahiliyyah, ou período da ignorância. Embora o termo refira, especialmente, à ignorância religiosa, remete também à escassa literatura escrita durante tal etapa, mas não à literatura de tradição oral, a qual foi considerável; assim, contos como o de Simbá e o de Antara ibne Xadade foram, provavelmente, frequentes no meio oral e foram registrados por escrito mais tarde.
As décadas finais do século VI, porém, começariam a mostrar o florescimento de uma tradição escrita vigorosa. Esta tradição seria compilada dois séculos depois nas coleções intituladas Mu'allaqat e Mufaddaliyat. Estas recopilações, porém, oferecem uma panorâmica parcial dessa tradição, pois estão configuradas como antologias, preservando apenas os melhores poemas, que, em muitas ocasiões, são fragmentos de poemas mais extensos.

## O Corão e o Islão

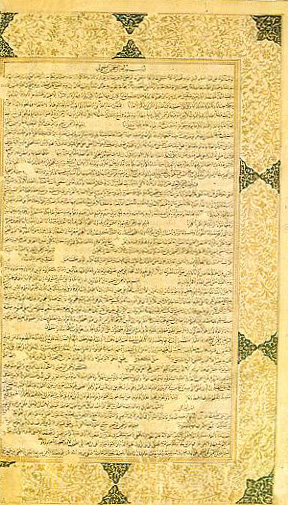
O Corão foi a primeira obra importante e a mais influente da literatura árabe.

O Corão teve uma influência significativa na língua árabe. A língua usada no Corão é considerada como árabe clássico e assim, embora o árabe moderno se tenha afastado ligeiramente dele, o clássico continua sendo considerado o principal modelo linguístico.
O Corão não é apenas a primeira obra com uma extensão significativa que utiliza a língua árabe mas também implica um enriquecimento estrutural a respeito das primitivas amostras de literatura árabe. Nas suas 114 suras ou capítulos, que contêm um total de 6236 ayat (versos) é possível encontrar doutrina jurídica, narrações, homilias, parábolas, apelações diretas a Deus, instruções e, até mesmo, comentários a respeito de como tem de ser interpretado e lido o próprio texto. Quanto ao demais, paradoxalmente, é admirado tanto pelas suas metáforas quanto pela sua claridade, um rasgo que é mencionado explicitamente na sura 16:103.
Embora contenha partes em prosa e em verso, e até mesmo se aproxime por vezes à prosa rimada ou saj, o Corão é considerado à margem destas classificações, pois é assumido que o seu texto é uma revelação divina, chegando a ser visto por alguns muçulmanos como eterno ou não-criado. Desta percepção deriva a doutrina i'jaz ou da inimitabilidade do Corão, o que implica que ninguém pode quer copiar o estilo da obra quer intentá-lo.
Contudo, esta doutrina i'jaz, tão aparentemente restritiva, só teve uns efeitos limitados para a literatura árabe, pois apenas teria proibido a sua escrita, com o qual, a tradição oral ficaria perfeitamente salvaguardada. O mesmo Corão critica os poetas na sura 26, conhecida como Ash-Shu'ara ou Os Poetas:

E os poetas que seguem os insensatos.— sura 26::224
Assim, esta doutrina pôde apenas ter exercido influência sobre os poetas pré-islâmicos do século VI, cuja popularidade entre o povo pôde ter competido com a do mesmo Corão. Consequentemente, houve uma notável ausência de poetas significativos até o século VIII. Uma exceção relevante, contudo, foi Haçane ibne Tabite, que escreveu poemas elogiosos a Maomé e foi conhecido como o poeta do profeta.
Assim como a Bíblia ocupa um lugar importante na literatura de outras línguas, o Corão o ocupa para a literatura árabe. É a fonte de muitas ideias, alusões e citas e a sua mensagem moral forma muitas obras.
À parte do Corão, o hádice ou tradição a respeito do que Maomé disse ou fez constitui outra fonte literária importante. O corpus inteiro destes fatos e palavras é denominado suna ou caminho, e aqueles que se consideraram como sahih ou genuínos foram compilados no hádice. Algumas das mais significativas coleções de hádice são as de Muslim ibne Alhajaje e Maomé Ismail de Bactro.
O outro gênero importante de obras dentro dos estudos corânicos é o tafsir ou comentários sobre o Corão.
Os escritos em árabe relacionados à religião incluem também muitos sermões e peças devocionais, bem como os de Ali, que foram reunidos no século X como Nahjul Balaghah ou O pico da eloquência.

## Estudos islâmicos

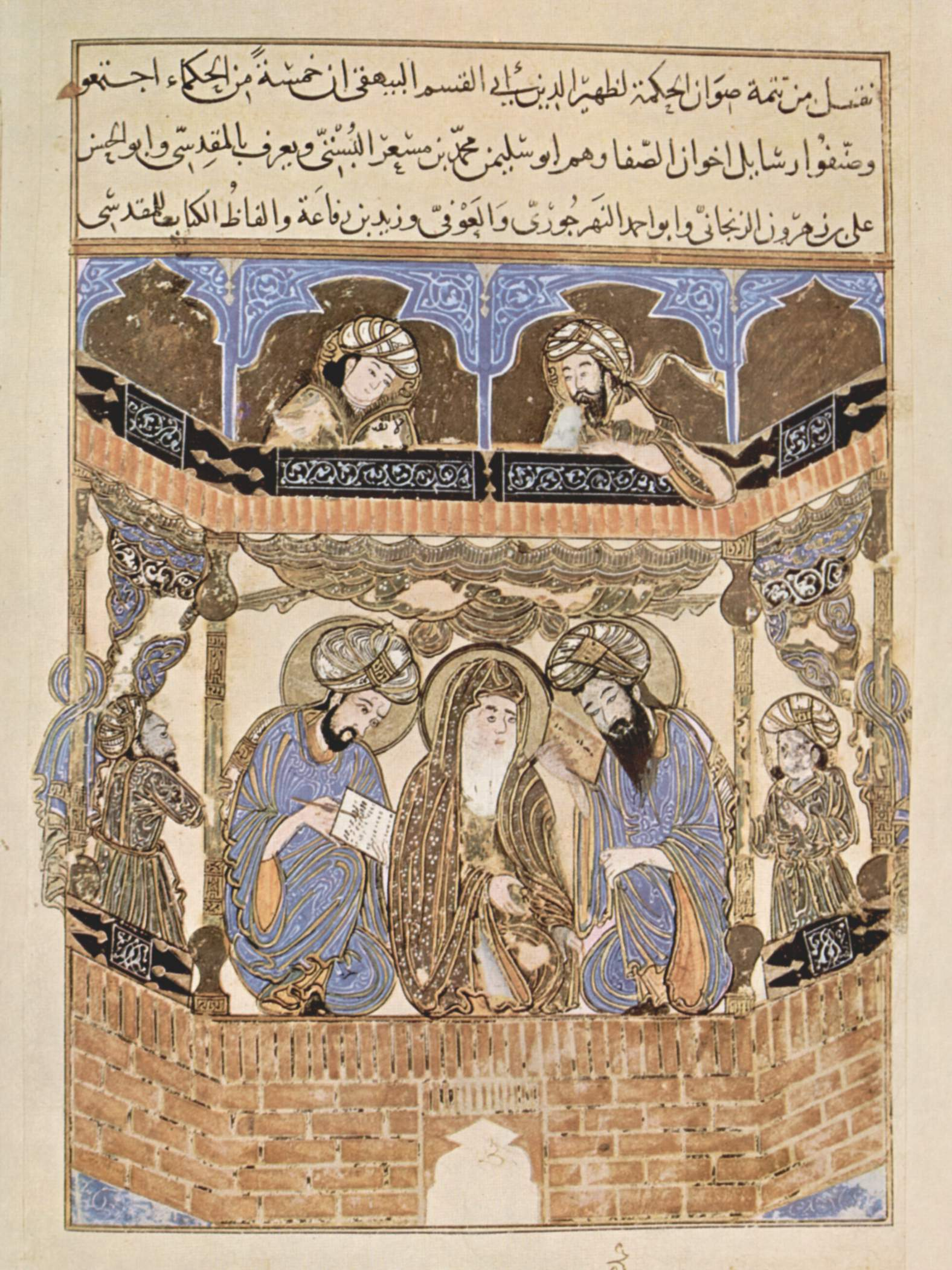
Manuscrito árabe do século XII do Irmãos da Pureza, grupo de filósofos árabes (اخوان الصفا)

A pesquisa sobre a vida e época de Maomé, e para determinar as partes genuínas da suna, foi uma das primeiras motivações importantes para investigar em ou sobre a língua árabe. Foi, também, a razão para a compilação da poesia pré-islâmica, dado que alguns dos seus poetas estiveram perto do profeta—Labid, por exemplo, conheceu pessoalmente a Maomé e converteu-se ao Islão e os seus escritos iluminam a época na que os fatos ocorreram.
Maomé inspirou, também, as primeiras biografias árabes, conhecidas como al-sirah al-nabawiyyah; a primeira foi a de Uabe ibne Munabi, mas Maomé ibne Ixaque escreveu a mais conhecida. Ao tempo que cobriam a vida do profeta, também contavam as batalhas e acontecimentos do Islão primitivo e realizavam numerosas digressões sobre antigas tradições bíblicas.
Algumas das primeiras obras que estudaram a língua árabe foram iniciadas em nome do Islão. A tradição conta que o califa Ali, após ler um Corão com erros, instou Abul Açuade Alduali a escrever uma obra na que se codificasse a gramática do árabe. Calil ibne Amade, mais adiante, escreveria Kitab al-Ayn, o primeiro dicionário de árabe, com obras sobre prosódia e música, e o seu pupilo Sibawayh produziria a obra mais respeitada de gramática árabe, conhecida simplesmente como al-Kitab ou O Livro.
Outros califas exerceram a sua influência sobre o árabe, como por exemplo Abedal Maleque ibne Maruane ao converti-lo na língua oficial da administração do novo império, e Almamune construindo a Bayt al-Hikma ou Casa da Sabidória, em Bagdade, para a pesquisa e a elaboração de traduções. Baçorá e Cufa foram outros dois importantes locais de intelectualidade no mundo árabe primitivo, entre os quais houve uma forte rivalidade.
As instituições criadas originariamente para pesquisar em profundidade a religião islâmica foram de grande importância também no estudo de outros temas. O califa Hixame ibne Abedal Maleque foi uma ferramenta ao serviço do enriquecimento da literatura ao dar instruções aos estudiosos para que traduzissem diferentes obras para o árabe. A primeira foi, provavelmente, a correspondência de Aristóteles com Alexandre, o Grande, traduzida por Salme Abul Alá. Do Oriente, e num gênero literário muito diferente, Abedalá ibne Almucafa traduziu as fábulas de animais do Panchatantra. Estas traduções, especialmente as da Grécia Antiga, circulariam pelo âmbito intelectual europeu durante a Idade Média e as obras seriam reintroduzidas de novo na Europa pela primeira vez a partir das versões em árabe.

## Poesia árabe
Uma parte importante da literatura árabe anterior ao século XX está em forma de poesia, chegando mesmo a ocorrer que parte da prosa esteja cheia de versos soltos ou em forma saj, prosa rimada.
Os temas da poesia vão de exaltados hinos de louvor a amargos ataques pessoais, e de ideias religiosas e místicas a poemas sobre sexo e vinho. Um rasgo importante da poesia, que poderia igualmente ser aplicado a toda a literatura árabe, é a ideia de que devia ser agradável ao ouvido. A poesia, e muita da prosa, foi escrita com o objetivo de ser lida em voz alta, pelo qual se tinha um grande cuidado em que tudo fosse escrito o mais sonoramente possível; neste senso, saj significava, originalmente, o ruído que faz uma paloma.

## Literatura de não-ficção

### Recopilações e manuais
No fim do século IX, ibne Nadim, um livreiro de Bagdade, compilou uma obra crucial para o estudo da literatura árabe: Kitab al-Fihrist, um catálogo de todos os livros à venda em Bagdade, pelo qual oferece um fascinante panorama do estado da literatura nessa época.
Uma das formas mais comuns de literatura durante o período Califado Abássida foi a compilação. Tratava-se de coleções de fatos, ideias, histórias instrutivas e poemas, que tratavam sobre um mesmo tópico e que cobriam temas tão diversos quanto a casa e o jardim, as mulheres, os intrusos, os cegos, a inveja, os animais e a avarícia. As últimas três compilações foram escritas por al-Jahiz, o reconhecido mestre do gênero. Estas coleções foram importantes para os nadins, um assistente de um chefe ou nobre cuja função era, ocasionalmente, acompanhar a este com histórias e informações para o entreter ou aconselhar.
Um tipo de obras diretamente relacionadas às coleções foram os manuais, nos quais escritores como ibne Cutaiba ofereciam regras sobre etiqueta, burocracia, escrita, etc. ibne Cutaiba também escreveu uma das primeiras histórias dos árabes, aunando histórias bíblicas, contos folclóricos árabes e diversos acontecimentos históricos.
O tema do sexo foi frequentemente abordado pela literatura árabe. O ghazal, ou poema de amor, tem uma longa história, na qual o sexo aparece tanto na sua vertente terna e sugestionante, quanto num tratamento abertamente explícito. Na tradição Sufi, o poema de amor podia ter uma importância maior, entrando no místico e religioso. Manuais de sexo foram também escritos, como é o caso de O jardim perfumado, Tawq al-hamamah de ibn Hazm e Nuzhat al-albab fi-ma a yujad fi kitab (Prazer dos corações que nunca será encontrado nos livros) de Amade Altifaxi. Entre estas obras, encontra-se também uma como Rawdat al-muhibbin wa-nuzhat al-mushtaqin (O prado dos amantes e da distração dos encaprichados) de ibn Qayyim al-Jawziyyah, que adverte de como separar o amor da luxúria e evitar o pecado.

### Biografia, história e geografia

Manuscrito árabe da maqamat alhariri (مقامات الحريري) anterior ao século XII

Além das biografias temporãs sobre Maomé, o primeiro grande biógrafo que privilegiou a descrição da personagem antes de produzir simplesmente um hino de louvor foi Baladuri com o seu Kitab ansab al-ashraf (Livro da genealogia da nobreza), uma coleção de biografias. Outro importante dicionário biográfico foi começado por ibne Calicane e ampliado por Alçafadi, e uma das primeiras autobiografias significativas foi Kitab al-I'tibar, que trata de Usamah ibn Munqidh e as suas experiências guerreiras nas Cruzadas.
Ibne Cordadebe, provavelmente um oficial do serviço postal, escreveu um dos primeiros livros de viagens, gênero que chegaria a ser popular na literatura árabe com obras de ibne Haucal, Amade ibne Fadalane, Abu Ixaque, Mocadaci, Dreses e, especialmente, com as famosas viagens de ibne Batuta. Estas proporcionariam uma fascinante visão das múltiplas culturas de todo o mundo islâmico, oferecendo também perspectivas muçulmanas sobre povos e gentes não muçulmanos nos limites do império. Para além disso, estas obras refletem a importância da tradição no povo muçulmano e incluem numerosos dados geográficos e históricos.
Vários escritores focaram-se unicamente na história, como Iacubi e Atabari; outros, pela sua vez, centraram-se em períodos ou aspectos concretos dessa história, como ibne Alazraque, com uma história de Meca, e ibne Abi Tair Taifur, ao escrever uma história de Bagdade. O historiador considerado como o maior do mundo árabe é ibne Caldune, cuja história Muqaddimah focou-se na sociedade, constituindo um texto fundacional da sociologia e a economia.

### Diários
Na Idade de ouro islâmica, os diários em árabe escreveram-se desde antes do século X, embora o diário medieval que mais se pareça ao moderno seja o de Ibn Banna, do século XI. O seu diário foi o primeiro a ser ordenado de acordo com as datas (ta'rikh em árabe), algo muito próximo dos diários modernos.

## Literatura de ficção

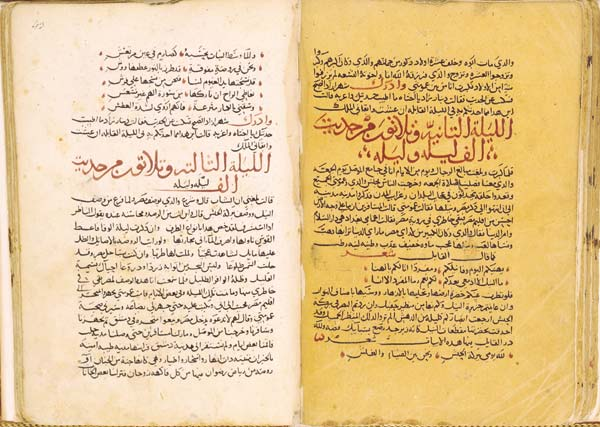
Versão árabe das Mil e uma noites, Kitab alf Layla wa layla (ألف ليلة وليلة)

No mundo árabe distingue-se perfeitamente entre al-fusha (língua culta) e al-ammiyyah (língua comum). Poucos escritores têm escrito obras nesta al-ammiyyah ou língua comum e entende-se, além disso, que a literatura tem como objetivos a melhora e educação da pessoa, antes do puro entretenimento. Esta concepção do fato literário não restringiu o papel do hakawati ou contador de histórias, que reteria as partes mais leves das obras sérias ou algumas das muitas fábulas ou contos populares árabes que normalmente não eram escritos.
Porém, alguns dos primeiros romances da literatura universal, até mesmo no caso de romances filosóficos, foram escritos por autores árabes.

### Literatura épica

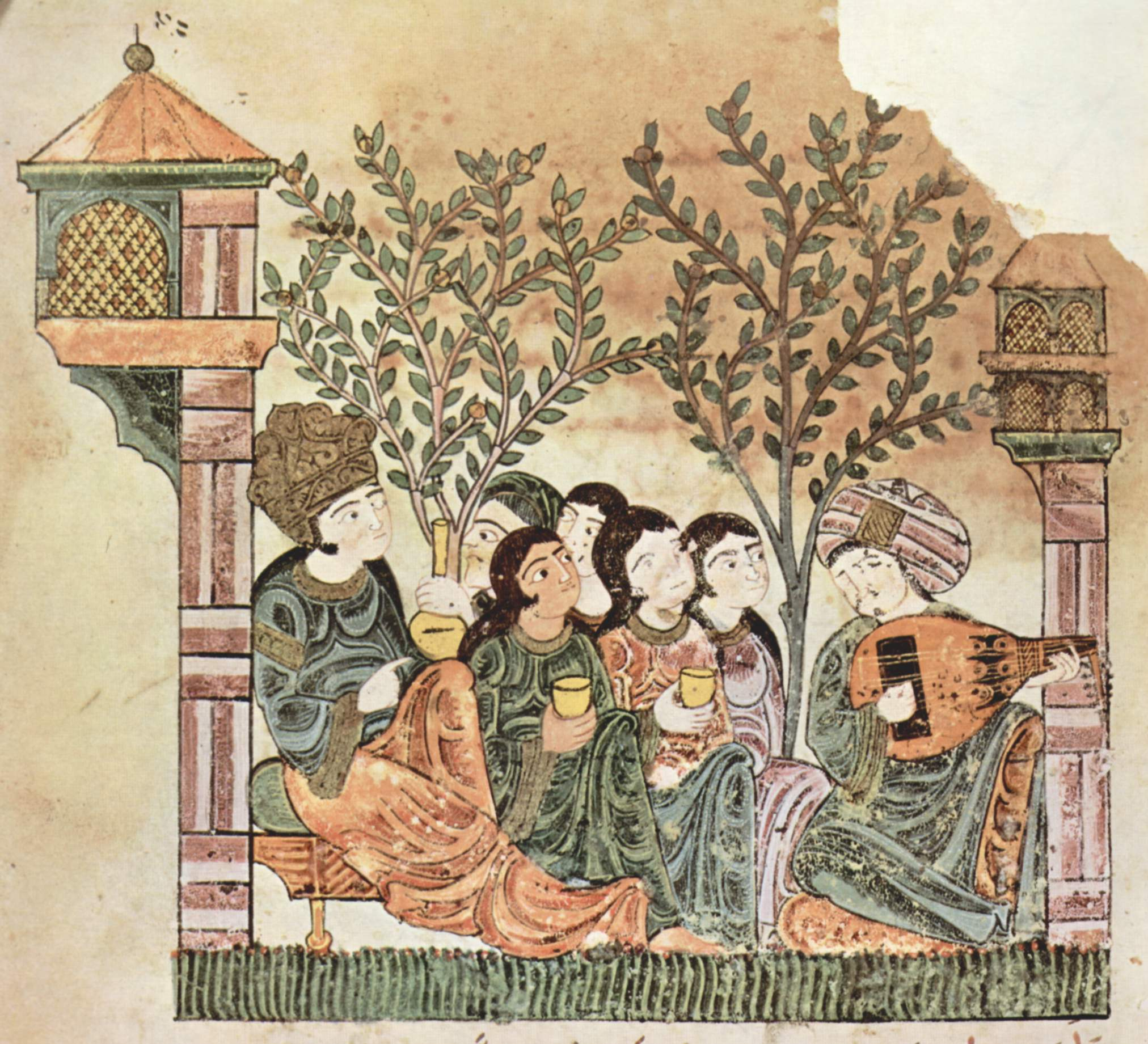
"Bayad toca o ud para as damas", Manuscrito árabe do século XII do conto Qissat Bayad wa Reyad

O exemplo mais famoso de literatura de ficção árabe é "As mil e uma noites", que não somente é a sua obra mais conhecida mas também a que ainda exerce mais influência à hora de manter preconceitos sobre a cultura árabe.
Embora a princípio fosse considerada como árabe, a obra tem uma origem persa e as histórias, pela sua vez, podem ter as suas raízes na Índia. Um bom exemplo das carências em ficção da prosa árabe é que as famosas histórias de Aladino e Ali Babá, habitualmente conhecidas como parte de As mil e uma noites, não o foram na realidade originariamente. Foram incluídas pela primeira vez na tradução francesa da obra por Antoine Galland, que as ouvira contar por um conta-contos tradicional e que apenas existiam antes em manuscritos árabes incompletos. Simbá, pela sua vez, sim faz parte da obra.
"As mil e uma noites" é classificada normalmente como pertencente ao gênero da literatura épica árabe. O gênero inclui coleções de contos ou episódios enlaçados para formar uma história mais extensa.
As versões existentes foram escritas depois do século XIV, embora muitas fossem recolhidas bem antes e são provavelmente de origem pre-islâmica. Entre os diferentes tipos de histórias nestas coleções encontram-se as fábulas de animais, os provérbios, as histórias de jiade ou propagação da fé, contos humorísticos, contos morais, contos sobre o astuto estafador Ali Zaibaque e contos sobre o brincalhão Juha.
A Divina Comédia de Dante Alighieri, considerada a obra narrativa em verso mais importante da literatura italiana, contém muitos traços e episódios sobre o futuro derivados de obras árabes sobre escatologia islâmica: o hádice e o Kitab al-Miraj (traduzido para o latim em 1264, ou pouco depois como Liber Scale Machometi, "The Book of Muhammad's Ladder") relativo à ascensão de Maomé ao céu, e os escritos espirituais de Ibn Arabi.

### Maqama

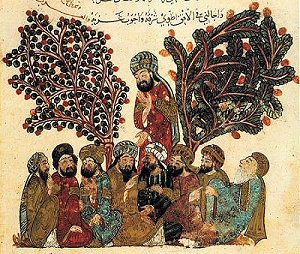
Maqamat Badi' al-Zaman al-Hamadhani, manuscrito do século IX

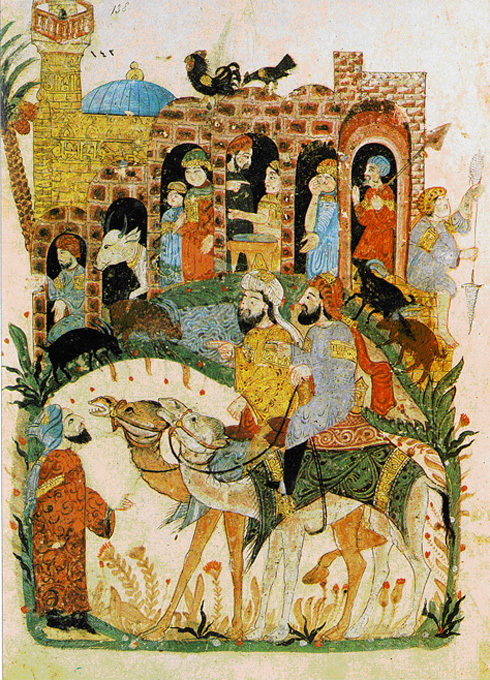
Quadro de Iáia ibne Mamude Uaciti que inclui Maqamat al-Hariri

Provavelmente criado pelo escritor árabe al-Hamadani na segunda metade do século X, o gênero narrativo das maqāmas caracteriza-se pelo caráter divertido dos contos, pela combinação de verso e prosa rimada, e pela abundância de recursos estilísticos. A Maqama não somente esfuma a separação entre prosa e verso, formando uma prosa rimada, mas também aborda um gênero a metade do caminho entre a ficção e a não ficção através duma série de narrações curtas que são ficionalizações de situações da vida real, aproximando-se assim a diferentes ideias.
Um exemplo disto é uma maqama sobre o almíscar, que visa comparar diferentes perfumes, mas que ao final é uma obra de sátira política na qual diferentes candidatos são comparados. A maqama faz uso também da doutrina de badi, ou seja, acrescentar deliberadamente complexidades para poder demonstrar a habilidade do escritor com a língua. Trata-se de uma forma incrivelmente popular da literatura árabe  que chegou a ser uma das poucas que continuaram sendo escritas durante o declínio do árabe no século XVII e XVIII.

### Poesia romântica
Um famoso exemplo de poesia árabe amorosa é Layla e Majnun, do Califado Omíada no século VII. Trata-se de uma história trágica de amor eterno parecida à contada em Romeu e Julieta, obra inspirada, precisamente, embora num pequeno grau, numa versão em latim de  Layla e Majnun .
Houve também vários elementos do amor cortês que se desenvolveram na literatura árabe, especialmente as noções de "amar por amar" e a exaltação da amada, que se remonta na literatura árabe aos séculos IX e X. A noção do poder enobrecedor do amor foi desenvolvido a princípios do século XI pelo psicólogo muçulmano e filósofo Avicena, no seu tratado árabe Risala fi'l-Ishq (Tratado sobre o amor). O elemento final do amor cortês, o conceito de amor como desejo nunca satisfeito encontra-se também implícito às vezes na poesia árabe.

### Teatro
O teatro em árabe foi visível apenas na era moderna. Provavelmente considerado antes como literatura não legítima, não foi registrado por escrito quase nunca. Há uma antiga tradição de representação pública entre os muçulmanos xiitas de uma obra que descreve a vida e morte de Huceine ibne Ali na Batalha de Carbala em 680. Há também várias obras compostas por Xameçadim Maomé ibne Danial no século XIII, nas quais menciona o uso de obras antigas como material para as suas.
Os mouros tiveram uma destacada influência nas obras de George Peele e William Shakespeare. Algumas das suas obras representam caracteres mouros, assim é o caso de The Battle of Alcazar de Peele e O mercador de Veneza, Tito Andrônico e Otelo, que representa a um mouro como protagonista. Diz-se que estas obras foram inspiradas por várias delegações mouras de Marrocos chegadas à Inglaterra isabelina a princípios do século XVII.

### Novelas filosóficas
Os filósofos islâmicos árabes, Ibn Tufail (Abubacer) e Ibn al-Nafis, foram pioneiros na escrita de romances filosóficos.
Ibn Tufail escreveu o primeiro romance ficional árabe Philosophus Autodidactus como resposta ao romance de al-Ghazali' A Incoerência dos Filósofos. Foram seguidos por Ibn al-Nafis, que escreveu a narração ficional Theologus Autodidactus como resposta à obra de Ibn Tufail' Philosophus Autodidactus.
Todas estas narrações têm protagonistas (Hayy em Philosophus Autodidactus e Kamil em Theologus Autodidactus) que são indivíduos autodidatas gerados espontaneamente numa caverna e que vivem recluídos numa ilha deserta, sendo assim os primeiros exemplos de histórias centradas em tal localização. Porém, embora Hayy viva sozinho na ilha deserta durante a maior parte da história de Philosophus Autodidactus (até conhecer o náufrago Absal), a história de Kamil desenvolve-se para além da ilha na qual se situa Theologus Autodidactus (quando o náufrago volta com ele para a civilização), desenvolvendo o tema da adaptação à mesma na passagem à maioridade e, ocasionalmente, apontando formas da narrativa de ciência ficção.
Ibn al-Nafis descreveu o seu livro Theologus Autodidactus como uma defesa do "sistema do Islão e das doutrinas dos muçulmanos sobre as missões dos profetas, as leis religiosas, a ressurreição do corpo e as transitoriedade do mundo." Apresenta argumentos racionais em prol da ressurreição do corpo e da imortalidade da alma humana, usando tanto razões demonstrativas como material do corpus hádice para provar a sua tese. Mais tarde, os intelectuais islâmicos veriam esta obra como uma resposta à afirmação metafísica de Avicena e de ibne Tufail em relação a que a ressurreição do corpo não pode ser provada através da razão, uma visão que foi pronto criticada por al-Ghazali. A obra de Ibn al-Nafis foi traduzida para o latim e para o inglês como Theologus Autodidactus a princípios do século XX.
Uma tradução para o latim da obra de Ibn Tufail, intitulada Philosophus Autodidactus, apareceu pela primeira vez em 1671, preparada por Edward Pococke, o jovem. A primeira tradução para o inglês de Simon Ockley foi publicada em 1708, ao tempo que as traduções para o alemão e dinamarquês. Estas traduções inspiraram posteriormente  Daniel Defoe ao escrever Robinson Crusoe, que também apresenta o tópico narrativo da ilha deserta e que foi qualificado como o primeiro romance em inglês.
Philosophus Autodidactus também inspirou a Robert Boyle, um conhecido de Pococke, a escrever o seu romance filosófico situado numa ilha, The Aspiring Naturalist, em finais do século XVII. A história também antecipa o Emílio de Rousseau em alguns aspectos, e é também similar à história de Mowgli no Livro da selva de Rudyard Kipling, bem como à personagem de Tarzan, na qual uma criança é abandonado numa ilha tropical deserta e é cuidado por uma loba.
Outros escritores europeus influenciados por Philosophus Autodidactus foram John Locke, Gottfried Leibniz, Melchisédech Thévenot, John Wallis, Christiaam Huygens, George Keith, Robert Barclay, os Quáqueros, e Samuel Hartlib.

### Ficção ciência
Al-Risalah al-Kamiliyyah fil Siera al-Nabawiyyah (Tratado de Camil sobre a biografia do profeta), também conhecido como Theologus Autodidactus, escrito pelo polígrafo árabe Ibn al-Nafis (1213-1288), é a mais antiga amostra conhecida de romance de ciência ficção. Embora se trate também de uma história centrada numa ilha deserta e no tema da maturação pessoal, o romance contém vários elementos de ciência ficção como a geração espontânea, a futurologia, a escatologia do mundo, a ressurreição e a vida depois da morte. Antes que oferecer explicações sobrenaturais ou mitológicas a estes temas, Ibn al-Nafis tenta a explicação através do  islâmico da época sobre biologia, astronomia e geologia. O seu principal objetivo é, neste senso, o oferecer um ensinamento religioso islâmico em termos científicos e filosóficos.
Outros exemplos de proto-ciência ficção árabe foram "The City of Brass" e "O cavalo de ébano", histórias que pertencem a As mil e uma noites, as "Opiniões dos residentes de uma esplêndida cidade" de al-Farabi, que trata duma sociedade utópica, e o conto futurista de al-Qazwini Awaj bin 'Unaq, sobre um gigante que viajou à terra desde um planeta afastado.

## O declínio da literatura árabe
A expansão dos árabes ao longo do século VII e VIII levaram-nos a entrar em contato com uma grande variedade de povos, o que afetaria à sua cultura. O mais significativo para a literatura foi o contato com a antiga civilização persa.
Shu'ubiyya é o nome do conflito entre os árabes e os não árabes. Embora tenha produzido importantes debates entre especialistas em diversos estilos literários, não foi um conflito perigoso e teve mais a ver com a forja de uma única identidade cultural islâmica.
A herança cultural do deserto, espaço próprio dos árabes, continuou mostrando a sua influência até mesmo embora muitos especialistas e escritores morassem nas grandes cidades árabes. Quando Calil ibne Amade enumerou as partes da poesia, chamou o verso em poesia bayt, "barraca de campanha", e sabah, corda de barraca, ao pé. Até mesmo durante o século XX, esta nostalgia pela simples vida do deserto reavivou-se de jeito aproximadamente consciente.
Um lento ressurgimento da língua persa e uma nova situação do governo e dos principais centros do saber em Bagdade, reduziram a produção da literatura árabe. Muitos temas e estilos árabes foram adotados em persa por autores como Omar Khayyam, Attar e Rumi todos claramente influenciados pela literatura mais primitiva. A língua árabe retive em princípio o seu papel predominante na política e a administração, embora o auge do império otomano terminou por confiná-la apenas à religião. Ao lado do persa, as principais variedades das línguas turcas dominariam a literatura da região árabe até o século XX. Porém, algumas influências árabes continuaram sendo perceptíveis.

## Literatura moderna
Um ressurgirminto da literatura árabe aconteceu durante o século XIX com uma revitalização da cultura árabe;  tudo isso é chamado em árabe al-Nahda (النهضة), Renascimento. Este ressurgir da escrita em árabe limitou-se, nomeadamente, ao Egito até o século XX, quando se expandiu a outros países da região. Este renascimento não somente foi percebido dentro do mundo árabe mas também fora do mesmo, ao cultivar-se a tradução de obras árabes a várias línguas europeias. Embora o uso da língua árabe aumentasse, muitos dos tropos da literatura anterior usados para adorná-la e complicá-la foram abandonados. Também as formas ocidentais do conto e o romance começaram a ser preferidas frente às formas tradicionais da literatura árabe.
Igual que no século VIII, quando a tradução de obras do grego antigo e de outras literaturas ajudaram a vitalizar a literatura árabe, outro movimento de similares características ajudou a proporcionar novas ideias e material para o mundo árabe. Um primeiro sucesso foi O Conde de Monte Cristo, que propiciou a aparição de vários romances históricas com temas árabes. Dois tradutores importantes foram Rifa'ah al-Tahtawi e Jabra Ibrahim Jabra.
As grandes mudanças políticas na região de meados do século XX causaram problemas aos escritores. Muitos sofreram a censura e outros como Sumalá Ibraim e Abderramão Munife foram encarcerados. Ao mesmo tempo, outros que escreveram obras apoiando ou elogiando certos governos foram elevados a cargos de autoridade nas instituições culturais. Os escritores de não-ficção e os acadêmicos provocaram também polêmicas e críticas com o objeto de reconfigurar a política árabe. Algumas das obras mais conhecidas são   O futuro da cultura no Egito   de Taha Hussein, importante obra do nacionalismo egípcio, e as de Nawal el-Saadawi em favor dos direitos da mulher.

### Romances árabes modernos
Característico do período nahda de revival foram duas tendências. O movimento neo-clássico visava redescobrir as tradições literárias do passado, e foi influenciado por gêneros literários tradicionais como a maqama e as Mil e uma noites. Pelo contrário, o movimento modernista começou traduzindo obras da literatura ocidental, nomeadamente romances.
Os autores individuais na Síria, Líbano e o Egito criaram obras originais a partir da imitação de maqamas clássicos. O mais importante destes escritores foi al-Muwaylihi, cujo livro, O Hádice de Issa ibne Hixam   (حديث عيسى بن هشام), criticava a sociedade egípcia à época de Ismail . No início do século XX, Zeidan apresentou por episódios os seus romances históricos no jornal egípcio   al-Hilal. Foram romances extraordinariamente populares graças à claridade da sua linguagem, estrutura simples e a vívida imaginação do autor. Outros dois escritores importantes deste período foram Khalil Gibran e Mikha'il Na'ima, que incorporaram inquietudes filosóficas nas suas obras.
Contudo, a crítica literária não considera as obras destes quatro autores como verdadeiros romances, mas indícios da forma que os romances modernos deveriam adotar. Muitos críticos assinalam Zaynab, romance de Maomé Huceine Haical, como o primeiro verdadeiro romance em língua árabe, embora outros se inclinem por Adraa Denshawi de Maomé Tair Haci.
Um tema comum no romance árabe moderno é o estudo da vida familiar, com óbvias ressonâncias com a mais ampla família do mundo árabe. Porém, muitos dos romances foram incapazes de situar os conflitos da região, com a guerra e a política, como pano de fundo dos dramas familiares em pequena escala, até as obras de Naguib Mahfuz, que situam os conflitos vitais em O Cairo, o fazerem com enorme profundidade. Com a sua Trilogia de Cairo, que descreve as vicissitudes de uma família cairota ao longo de três gerações, ganharia o Premio Nobel de Literatura em 1988. Foi o primeiro escritor árabe a conseguir esse prêmio.

### Teatro moderno
O teatro árabe moderno começou no século XIX, nomeadamente no Egito e com influências e à imitação de obras francesas. Não foi até o século XX que começou a desenvolver-se um estilo árabe característico e a ser assim reconhecido. O dramaturgo árabe mais importante foi Tawfiq al-Hakim cuja primeira obra foi uma reelaboração da história corânica de Os sete dormentes e a segunda um epílogo para As mil e uma noites. Outros dramaturgos importantes da região foram Iúçufe Alani do Iraque e Saadallah Wannus da Síria.

## A mulher na literatura árabe
Embora não tenham tido um papel importantes na literatura árabe, a sua presença foi continuada. As primeiras poetas foram al-Khansa e Layla al-Akhyaliyyah, do século VII. A sua concentração no cultivo da ritha', elegia, sugestiona que esta forma foi designada para ser cultivada por mulheres. Outra poeta, Walladah, princesa Umawi do Alandalus, escreveu poesia sufi e foi amante do poeta ibne Zaidune. Estas e outras escritoras menores sugestionam um mundo oculto de literatura feminina.
Por outro lado, as mulheres desempenharam um papel de destaque como personagens na literatura árabe, como em Sirat al-amirah Dhat al-Himmah uma obra épica árabe com uma mulher guerreira como protagonista principal e com o caso de Xerazade, contadora de história n´As mil e uma noites para salvar a sua vida.
A moderna literatura árabe levou um grande número de mulheres a publicar as suas obras: Nazik al-Malaika, Mai Ziade, Fadwa Touqan, Suhayr al-Qalamawi, Ulfat Idlibi, Layla Ba'albakki e Alifa Rifaat são algumas das narradoras e poetas mais relevantes. Tem havido também um importante número de investigadoras, como Zaynab al-Ghazali, Nawal el-Saadawi e Fatema Mernissi que, entre outros temas, escreveram sobre o papel da mulher na sociedade muçulmana.

## Crítica literária
A crítica foi inerente à literatura árabe desde os seus começos. Os festivais de poesia do período pré-islâmico, com frequência, enfrentavam a casais de poetas entre si numa espécie de guerra de versos na qual deviam esforçar-se em ganhar a audiência. O tema adotou um status mais oficial com o estudo islâmico do Corão.
Embora em teoria uma prática tão prosaica quanto a crítica literária pouco poderia fazer com uma obra i'jaz, inimitável ou divinamente inspirada, a análise foi permitida, a fim de compreender melhor a mensagem e facilitar a interpretação num uso prático, todo o qual ajudou o desenvolvimento dum método crítico importante para obras posteriores em outros tipos de literatura. Contudo, a crítica literária árabe considerou tradicionalmente apenas um determinado tipo de obras como apropriada para o seu estudo.
Alguns dos primeiros estudos sobre poesia foram Qawa'id al-shi'r, Regras da poesia, de Tha'lab e Naqd al-shi'r, Crítica da poesia, de Cudama ibne Jafar. Outras obras tendiam a continuar a tradição de comparar dois poetas para determinar qual seguia melhor as normas da estrutura da poesia clássica. O plágio entrou também a fazer parte do conjunto de interesses de estudo dos críticos. As obras de Almotanabi foram especialmente estudadas em relação a este assunto. Foi considerado por muitos como o maior dos poetas árabes, mas a sua arrogância levou-o a inimistar-se com outros poetas e a que estes buscassem as fontes da sua poesia. Houve também numerosas recopilações que detalhavam as diferentes figuras retóricas e guias para escrever.
Num primeiro momento, a crítica moderna comparava as novas obras, desfavoravelmente, com os ideais clássicos do passado, mas estes padrões foram pronto recusados por artificiais. A adoção das formas da poesia romântica europeia significou a introdução dos correspondentes padrões críticos. Taha Hussayn, conhecedor do pensamento europeu, desafiou a análise tradicional do Corão com um mais moderno através do qual assinalaria  o rasto das ideias e histórias tomadas prestadas da poesia pré-islâmica.

## A literatura árabe vista desde fora
A literatura árabe foi durante muito tempo desconhecida fora do mundo islâmico. O árabe comportou-se frequentemente tanto como uma cápsula temporária na que se preservaram formas literárias da antiguidade, redescobertas na Europa do Renascimento, como um conduto para transmitir a literatura de regiões distantes. Neste papel, foi retraduzida em outras línguas de ampla difusão como o latim.
A tradução de Antoine Galland de As mil e uma noites foi a primeira grande obra em árabe que conseguiu sucesso fora do mundo muçulmano. Outros tradutores importantes foram Friedrich Rückert e Richard Burton, com vários trabalhos saídos de Fort William, na Índia. As obras árabes e muitas outras de línguas orientais provocaram uma grande fascinação pelo Orientalismo na Europa. Obras forâneas foram especialmente populares, embora fossem censuradas no seu conteúdo, em especial referências homossexuais, que não eram permitidas na época vitoriana. Além disso, muitas das obras eleitas pelos tradutores ajudaram a consolidar determinados estereótipos a respeito do mundo árabe.

## Autores destacados

### Poesia
- Inru Alcais (c. 501 - c. 544), poeta pré-islâmico, autor da primeira Mu'allaqa
- Alfarazdaque (c. 641 - c. 729)
- Jarir ibne Atiá (c. 650 – c. 728)
- Al-Khansa (escritora do século VII)
- Asma binte Maruane (escritora do século VII)
- Baxar ibne Burde (714-784)
- Abu Nuwas (756 – 815)
- Abu Tamam (c. 805 – c. 845)
- Albuturi (c. 820 –897)
- Ibn al-Rumi (836 - 896)
- Almotanabi (915 - 965)
- Ibn Darrach (958 - 1030)
- ibne Xuaíde (992-1035)
- ibne Zaidune (1003 - 1070)
- Abenamar (1031-1086)
- Almutâmide (1040 - 1095)
- ibne Jafaia (1058-1138)
- ibne Cuzmam (1078 - 1160)
- Al-Tutili, o Cego de Tudela (m. 1126)
- ibne Faride (1181-1235)

### Prosa

#### Histórica
- Alboácem Almadaini (n. 753 - m. depois de 830), historiador da conquista muçulmana da Ásia Central.
- Antara ibne Xadade, herói e poeta árabe pré-islâmico (fl. 580).
- ibne Abdal Hacam (803 ou 805 – 871), compilador e historiador egípcio.
- Maomé Alcacim Alhariri (1054–1122)
- Al-Jahiz (776–869)
- Maomé Alnauaji ibne Haçane ibne Ali ibne Otomão, místico cairota, Sufi e poeta (1383?–1455)
- Ibn Tufail (também filósofo).
- Ceife ibne Omar (m. depois de 786), compilador e historiador.

#### Moderna
- Naguib Mahfuz, (1911-2006) Prêmio Nobel de Literatura (1988), famoso pela "Trilogia de Cairo".
- 'Abbas Mahmud Al-Aqqad, pensador e escritor egípcio
- Zakaria Tamer, escrito sírio, relevante pelos seus contos
- Tayeb Salih, escritor sudanês
- Abdul Rahman Munif
- Hanna Mina, romancista sírio
- Mai Ziadeh, escritora pioneira
- Ahlam Mosteghanemi, primeira mulher argelina que publicou em inglês
- Hanan al-Shaykh, escritora libanesa controvertida, autora de "The Story of Zahra"
- Ghassan Kanafani, escritor e ativista político palestino.
- Elias Khoury, romancista libanês
- Sonallah Ibrahim, romancista egípcio de esquerdas
- Gibran Khalil Gibran, poeta e filósofo libanês (1883-1931)
- Sahar Khalifeh, romancista palestina, originária de Nablus